# 黄聖依
黄 聖依（ホアン・シェンイー、Eva Huang Shengyi、1983年2月11日-）は、中国上海生まれの女優である。

## 来歴
幼少期から舞踏団に入り、高校時代にはテレビの司会者コンテストで優勝している。2001年に北京電影学院演技科入学。在学中の2004年にチャウ・シンチー主演・監督『カンフーハッスル』のヒロインに抜擢され映画デビュー。同時にチャウ・シンチーの会社・星輝公司とマネージメント契約を結んだ。しかし間もなく会社に無許可で雑誌『男人装』のグラビアの仕事をしたとして険悪な関係になり、契約解除をめぐって双方が裁判に訴えるなど泥沼化。
2008年にEEGと契約し、EEG傘下のエンペラー・モーション・ピクチャーズ所属となった。

## 出演作品

### 映画
- 2004年：『カンフーハッスル』
- 2006年：『ドラゴン・スクワッド』
- 2006年：『忍者』
- 2007年：『愛は迷走中〜Call For Love』
- 2008年：「出水芙蓉」
- 2009年：『建国大業』
- 2009年：『ラブソングの行方』※2010東京・中国映画週間で上映
- 2011年：『白蛇伝説〜ホワイト・スネーク〜』
- 2013年：『また蝶が舞う日まで』
- 2014年：『アイスマン』
- 2018年：『アイスマン 宇宙最速の戦士』
- 2018年：『エア・ストライク』

### テレビドラマ
- 2002年：「紅蘋果楽園 - 琳達 役
- 2004年：『天下第一』 - 柳生雪姬 役
- 2004年：「九品芝麻官」 - 展隨風 役
- 2004年：「功夫状元」 - 温綺／金莎 役
- 2005年：「金色年華」 - 艾晩晴 役
- 2006年：「家和萬事興之抬頭見喜」
- 2006年：「天涯歌女周璇」 - 王人美 役
- 2006年：『碧血剣』 - 夏青青 役
- 2007年：「憑什麼愛你」 - 可可 役
- 2007年：「天仙配」 - 七仙女 役
- 2007年：「愚公移山」
- 2007年：「縁」
- 2007年：「日月凌空」
- 2007年：「新九品芝麻官」／「棟篤狀王」
- 2008年：「丁家有女喜洋洋」 - 丁迅 役
- 2008年：「滴涙痣」 - 藍扣子 役